# Goswinda
Goswinda, Gosuinda o en francès Goïswinthe, nascuda cap a 530, morta el 589, fou una reina visigoda de la segona meitat del segle vi, mare de la princesa Brunequilda, reina d'Austràsia (coneguda a França com Brunehaut).

## Biografia
Goswinda és considerada una dona de poder, enèrgica i determinada, així com una fervent arriana.
Es va casar en principi amb el rei Atanagild; d'aquest matrimoni naixeren Galswinda, que es casarà amb el rei franc Khilperic I de Nèustria, i Brunequilda, que es casarà amb Sigebert I d'Austràsia.
Després de la mort d'Atanagild el 567, es va casar amb Leovigild germà del nou rei Liuva I (567-572) (i ell mateix rei el 572), que ja tenia dos fills del seu primer matrimoni, Ermenegild i Recared. Leovigild era també un partidari de l'arrianisme. La princesa franca Ingunda, que era neta de Goswinda (a través de la seva filla Brunequilda) va ser enllaçada amb Ermenegild; a la seva vinguda al regne visigot va passar per la província de Septimània, i es va detenir a Agde on era Bisbe Fronimi (Fronimius), un gal de Bourges que havia emigrat a la regió en temps de Liuva I i havia estat consagrat després bisbe de la ciutat; Fronimius va alliçonar a la princesa perquè no es deixés convertir a l'arrianisme; Leovigild va tenir notícies d'això, però no va fer res en aquell moment. Goswinda va tractar de convertir a Inguda a l'arrianisme però sense aconseguir-ho, i finalment va ser allunyada de la cort quan Ermenegild, el fill de Leovigild, fou nomenat duc de la Bètica i associat al tron, sent enviat a Hispalis (Sevilla); Goswinda el va haver d'acompanyar potser per seguir intentant convèncer a Inguda. Ermenegild probablement es va revoltar (579) reclamant el tron, instigat per Goswinta, i es va convertir al catolicisme en busca de suports (582) si bé la tradició catòlica ha fet d'Ermenegild un rebel religiós. Joan de Biclar diu que fou Goswinda la que va instigar la revolta d'Ermenegild, aparentment per assegurar un tron per als seus descendents (Gosuinda va tenir dues filles; Galsuinda, que va morir sense descendents del seu enllaç amb Khilperic I de Soissons; i Brunequilda, que va tenir tres fills: Khildebert, rei d'Austràsia; Clodosinda, casada amb el rei Autari de Longobardia; i Ingundis o Ingunda); no obstant el casament d'Ingunda amb l'hereu ja assegurava el tron i no s'aconsegueix comprendre el motiu que va poder induir a la reina sobretot tenint en compte que era una ferotge arriana. Una teoria diu que no mirava per la seva descendència sinó per ella mateixa, que volia tornar a la cort de Toledo. En tot cas la rebel·lió va fracassar i el 586 el rei va fer executar el seu fill.
Més tard Goswinda va conspirar contra el fill del seu marit, Recared, després de la seva decisió que els visigots s'havien de convertir al catolicisme, i el 589 fou executada, per penjament segons Màxim de Saragossa.